# المسابقات والجوائز في التقنيات الحيوية
توجد العديد من المسابقات والجوائز لمكافئة الإسهامات وتشجيع التطوير في مجال التقنيات الحيوية.

## جوائز الدفع
- جائزة Archon X Prize قدرها 10,000,000 دولار أمريكي تقدم ل«الفريق الأول الذي يتمكن من بناء جهاز يستخدم في الحصول على التسلسل الجيني ل 100 شخص خلال 10 أيام أو أقل، بدقة لا تتجاوز الخطأ الواحد لكل 100,000 سلسلة وبدقة للسلسلة تصل ل 98% من الجينوم وبكلفة لا تزيد عن 10,000 دولار أمريكي لكل جيينوم».

- جائزة Prize4Life ALS biomarker prize وهي بقيمة 1,000,000 دولار أمريكي للطريقة المعتمدة لمعالجة وتتبع التصلب العضلي الجانبي (ALS).
- جائزة Prize4Life ALS treatment prize بقيمة 1,000,000 دولار أمريكي وهي جائزة لعلاج يمدد بفاعلية حياة المصابين ب (ALS)25%.

- جائزة بيتا (منظمة) تقدم 1,000,000 دولار لطريقة إنتاج لحم كاف للتسويق في 10 ولايات أمريكية بسعر ينافس أسعار الدجاج.[1][2]

## جوائز التقدير
- جائزة Gotham لأبحاث السرطان بقيمة 1,000,000 دولار تقدم سنوياً ل«المناهج الجديدة والمشجعة في أبحاث السرطان من خلال رعاية تعاونية بين نخبة المفكرين في المجال—بهدف الوصول لحلول وقائية، تشخيصية، علاجية ومعرفة أسباب مرض السرطان».[3]
- جائزة نوبل في الطب بقيمة سنوية تبلغ تقريباً 10 مليون . تمنح للإسهامات في مجال التقنيات الحيوية.